# Tomislav Ladan
Tomislav Ladan (Ivanjica, 1932. június 25. – Zágráb, 2008. szeptember 12.) horvát esszéista, lexikográfus, kritikus, műfordító és regényíró volt.

## Élete
A szerbiai Ivanjicában született, ahová hivatalnok édesapját a Stjepan Radićhoz és a Horvát Parasztpárthoz való politikai hűsége miatti büntetésből helyezték át. Gyermekkorát Bosznia-Hercegovinában töltötte, ahol 1958-ban a Szarajevói Egyetem Filozófiai Karán végzett jugoszláv nyelv és irodalom szakon. Tanulmányai során nagy hatással volt rá Rikard Kuzmić és Henrik Barić, akik Mato Džajával együtt meghatározták Ladan filológiai irányultságát. Filológiai tanulmányai során a szlavisztika és germanisztika mellett a klasszikus nyelvek tanulmányozásának szentelte magát.
A diploma megszerzése után, mivel vágya ellenére sem kapott állást a szarajevói filozófiai karon, egy ideig magánoktatóként, tolmácsként, újságíróként, külföldi irodalom szerkesztőjeként dolgozott egy kiadónál, mígnem Miroslav Krleža személyes meghívására 1961-ben a zágrábi Lexikográfiai Intézetbe (a mai Miroslav Krleža Lexikográfiai Intézet) került, ahol nyugdíjazásáig dolgozott.
Számos európai és Európán kívüli országba utazott (Egyiptom, Kanada, Izland, Kína) tolmácsként vagy oktatóként, vagy élő nyelvek és lexikográfia tanulmányozása céljából. Rendszeresen dolgozott esszéistaként, kritikusként, prózaíróként, fordítóként és szótáríróként. Negyed század alatt több száz enciklopédiai cikket írt a horvát, az általános etimológia, a skandináv, valamint az angol és német irodalom területén. Tagja volt a Horvát Alapnyelv Normál Tanácsának. 76 éves korában, hosszan tartó és súlyos betegség után hunyt el.

## Irodalmi munkássága
Munkásságának jelentős részét a költői, drámai, prózai és filozófiai művek görög, latin, angol, német, [[[svéd nyelv|svéd]] és norvég nyelvből végzett fordításai teszik ki. Így fordította le az ógörög nyelvű Biblia részeit, Aiszkhülosz „Oresztész”, Euripidész „Médeia” cíművének részeit; Arisztotelész „Metafizika”, „Nikomakeszi etika”, „Fizika” és „Politika” című műveit. Fordított latinból, Ovidius, Descartes, Dante, Petrarca, Szent Ágoston munkáiból; a német "Nibelungok Sagából”; Bergman és Strindberg svéd nyelvű munkáiból; a norvég Henrik Ibsentől; angolból T. S. Eliot, E. Pound, W. Shakespeare különböző műveiből, valamint Norman Mailer, Virginia Woolf, James Jones, Vladimir Nabokov, Herbert Marcuse és Max Horkheimer egy-egy művét.
Nyelvészeti, nyelvtudományi munkái nem nagyszámúak, de annál nagyobb hatásúak. Ez főleg a két úgynevezett „Matica szótár” éles kritikájára vonatkozik, melynek címe „Centaurski rječnik centaurskog jezika” (A kentaur nyelv kentaur szótára). Alapművei a horvát sztenderd nyelvről írt „Hrvatska književna koine” (1971), és a hatalmas „Riječi: značenje, uporaba, podrijetlo” (Szavak: jelentés, használat, eredet) című műve, amelyben szisztematikusan, több mint 1100 oldalon tárgyalja az emberi létezés összes alapfogalmát, etimológián keresztül a horvátban és a főbb európai és világnyelvekben – Istentől a globalizációig. Ennek a munkának a második kiadása 2009-ben jelent meg kissé módosított „Život riječi: etimologija i uporaba” (A szavak élete: etimológia és használat) címmel, közel 1300 oldalon.
Ladan egyetlen regénye, a „Bosanski grb” (Bosnyák címer, 1975), egy intellektuális próza, amely még a posztmodern poétikában is aligha felel meg a „regény” kritériumainak. Bár át van szőve a közép-boszniai horvát sors motívumaival (Kupres, Travnik, Livno, stb.), ez a virtuóz konstrukció valójában közelebb áll a reneszánsz írók, például Robert Burton vagy Rabelais „anatómiájához” vagy hibrid kompozícióihoz, és James Joyce kísérleti alkotásait tükrözi a buzgóság, a tudatos építkezés és bontás mikromotívumainak, a „narratív Bosznia” kliséinek ironizálásával és a stilisztikai kifejezésekkel játszva - a magasztostól az obszcénig. Azt is mondhatnánk, hogy a „Bosnyák címer” fő „hőse” (ha lehet egyáltalán ezekben a kategóriákban beszélni) a horvát nyelv.
Esszéíróként találta Tomislav Ladan meg igazi műfaját. Az enciklopédikus tudást és az elemző szenvedélyt az esszé szabad formája fejezi ki legjobban, amely ötvözi az aforisztikus éleslátást, a tréfás játékosságot a nyelv lehetőségeivel és a szerző irodalmi vitalitásával. Ladan rengeteg változatos témát „töltött” esszéibe, a káromkodás irodalomban betöltött szerepétől és az európai középkor uralkodó világnézeteitől a haldoklásról és a halandóságról szóló meditációig. A hagyományos irodalmi műfajoktól (költészet, dráma, regény) idegenkedő habitusával Ladan szuverén módon fejezi ki magát egy olyan közegben, amelyben az olyan „marginális” irodalmi kifejezések, mint az esszék, az aforizmák, a kritika és a szabad poligráfia egyesülnek. Kritikájában briliáns elemzéseket adott olyan klasszikusokról, mint Hermann Broch, Robert Musil és William Faulkner, a horvát (szerb és bosnyák) irodalmat pedig rengeteg elemzéssel tárgyalta, amelyeknek megvesztegethetetlen kritikusként számos teljesen marginális irodalmi művet vetett alá.

## Fő művei
- Zoon graphicon, Sarajevo, 1962.
- Premišljanja, Zagreb 1964.
- U škarama, Zagreb 1965.
- Ta kritika, Zagreb 1970.
- Bosanski grb, roman, Zagreb 1975.
- Pjesništvo, pjesme, pjesnici, Zagreb 1976.
- Parva mediaevalia, Zagreb 1983.
- Izabrana djela, PSHK, knj. 157/III, Zagreb 1991.
- Riječi: značenje, uporaba, podrijetlo, Zagreb 2001. (2. izdanje Život riječi : Etimologija i upotreba, Zagreb 2009.)
- Etymologicon: tumač raznovrsnih pojmova, Zagreb 2006.

## Fordítás
Ez a szócikk részben vagy egészben  a   Tomislav Ladan című horvát Wikipédia-szócikk ezen változatának fordításán alapul.  Az eredeti cikk szerkesztőit annak laptörténete sorolja fel. Ez a jelzés csupán a megfogalmazás eredetét és a szerzői jogokat jelzi, nem szolgál a cikkben szereplő információk forrásmegjelöléseként.